# Frederick Scott Archer
Frederick Scott Archer (Bishop's Stortford, 1813 - 1857) was een Brits uitvinder die onder meer het fotografische collodiumprocedé heeft uitgevonden. Dit proces was de voorloper van de moderne gelatine-emulsie. Hij wordt voornamelijk herinnerd voor zijn ontdekking die ervoor zorgde dat fotografie voor het brede publiek toegankelijk werd.
Scott Archer was de zoon van een slager en vertrok naar Londen om in de leer te gaan als zilversmid Later werd hij beeldhouwer en vond calotypie fotografie makkelijk om afbeeldingen van zijn beelden te maken. Ontevreden met de slechte kwaliteit en contrast van de calotypie en de lange belichtingstijd die de afbeelding nodig had, bedacht hij in 1848 een nieuw proces en publiceerde dit in de 'The Chemist' van maart 1851. Hierdoor kregen fotografen de kans om de fijne details van daguerreotypie te combineren met de mogelijkheid om meerdere kopieën te maken zoals calotypie.
Later ontwikkelde hij samen met Peter Fry ambrotypie.
Hij stierf arm, mede doordat hij geen patent had aangevraagd op het collodium proces en verdiende er dan ook zeer weinig mee. In een overlijdensbericht werd hij omschreven als "een zeer onopvallende heer in slechte conditie".
Zijn familie ontving na zijn dood een gift van £747, deze was publiekelijk ingezameld en ze ontvingen ook een klein pensioen om zijn drie kinderen te kunnen onderhouden na de dood van hun moeder.
De Royal Photographic Society heeft een kleine collectie van Scott Archers foto's.